# روي توكيساكي
روي توكيساكي (باليابانية: 時崎 塁) (مواليد 30 أكتوبر 1982)، هو لاعب كرة قدم ياباني سابق كان يلعب كمدافع.

## وصلات خارجية
- روي توكيساكي على موقع رابطة كرة القدم اليابانية للمحترفين (اليابانية)